# Refugi de les Agols

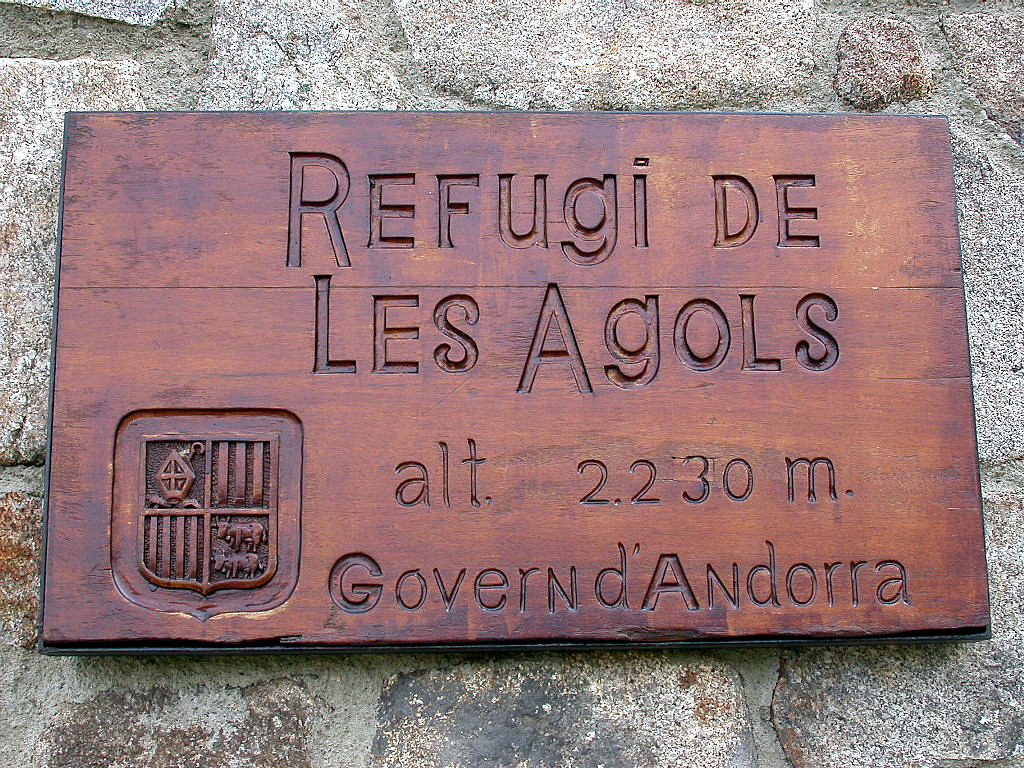
Placa identificativa a l'exterior.

El refugi de les Agols és un refugi de muntanya de la Parròquia d'Encamp (Andorra) a 2230 m d'altitud i situat a la banda dreta del riu dels Agols sota el Cap de Montuell.